# La Vallée-Mulâtre

La Vallée-Mulâtre este o comună în departamentul Aisne din nordul Franței. În 1 ianuarie 2022 avea o populație de 147 de locuitori.